# Liacarus lucidus
Liacarus lucidus är en kvalsterart som beskrevs av Ewing 1909. Liacarus lucidus ingår i släktet Liacarus och familjen Liacaridae. Inga underarter finns listade i Catalogue of Life.